# Tabanus olivaceiventris
Tabanus olivaceiventris är en tvåvingeart som beskrevs av Macquart 1847. Tabanus olivaceiventris ingår i släktet Tabanus och familjen bromsar. Inga underarter finns listade i Catalogue of Life.